# پژو تیپ ۱۷۶
پژو تیپ ۱۷۶ (Peugeot Type ۱۷۶) خودرویی است که در سال‌های ۱۹۲۵ تا ۱۹۲۸ تولید شده‌است.
طراحی آن خودروهای موتور جلو-محور عقب بوده طول آن در حالت طبیعی ۴٬۳۴۰ میلیمتر (۱۷۰٫۹ اینچ) و عرض آن در حالت طبیعی ۱٬۶۵۰ میلیمتر (۶۵٫۰ اینچ) است.
موتور آن ۲۴۹۳ سی‌سی است.